# Alfredo il grande

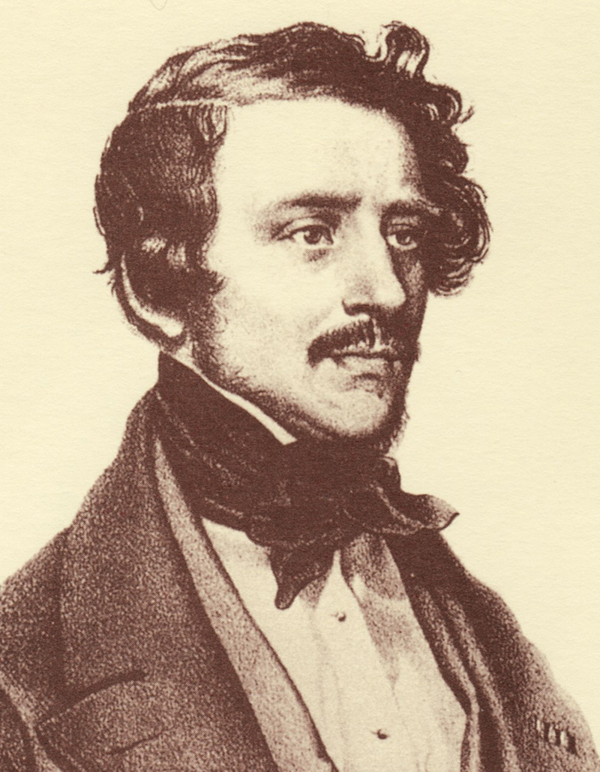
Gaetano Donizetti.

Alfredo il grande (Alfred den store) är en melodram serio eller seriös opera i två akter med musik av Gaetano Donizetti. Andrea Leone Tottola skrev librettot, som möjligen härrör sig från Johann Simon Mayrs opera med samma namn från 1818. Operan handlar om den anglosaxiske kungen Alfred den store. Denna opera med sitt "högeligen Rossinipåverkade musik" var Donizettis första djupdykning i brittisk historia, men det skulle visa sig bli ett spektakulärt fiasko. Operan hade premiär den 2 juli 1823 på Teatro San Carlo i Neapel och det skulle bli den enda föreställningen.

## Personer
| Roller                                                               | Stämma      | Premiärbesättningen 2 juli 1823 (Dirigent: Nicola Festa) |
| -------------------------------------------------------------------- | ----------- | -------------------------------------------------------- |
| Alfredo, Kung av England                                             | tenor       | Andrea Nozzari                                           |
| Amalia, hans drottning                                               | sopran      | Elisabetta Ferron                                        |
| Eduardo, General över engelska armén                                 | bas         | Pio Botticelli                                           |
| Atkins, General över danska armén                                    | bas         | Michele Benedetti                                        |
| Enrichetta, en engelsk flicka                                        | mezzosopran | Anna Maria Cecconi                                       |
| Margherita, en annan flicka                                          | sopran      | Gaetana Gorini                                           |
| Rivers, en dan                                                       | tenor       | Gaetano Chizzola                                         |
| Guglielmo, pastor                                                    | tenor       | Massimo Orlandini                                        |
| Kör av herdinnor, engelska krigare, danska krigare, beväpnade herdar |             |                                                          |

## Handling
Tid: 800-talet
Place: Athelny i Somerset